# 루시 테일러
루시 테일러(영어: Russi Taylor, 1944년 5월 4일 ~ 2019년 7월 26일)는 미국의 여성성우이다. 1986년부터 미니 마우스의 전담 성우가 되었다. 미키 마우스의 전담 성우였던 웨인 올와인의 부인이기도 하다.

## 출연작

### 애니메이션
- 욕심쟁이 오리아저씨 - 휴이, 듀이, 루이
- 심슨가족 - 셰리와 테리,마틴 프린스
- 미키 마우스 워크 - 미니 마우스
- 미키의 크리스마스 - 미니 마우스
- 미키의 클럽하우스 - 미니 마우스
- 외계소년 위제트- 위제트
- 캐스트 어웨이 캣스 - 사미
- 하우스 오브 마우스 - 미니 마우스

### 극장용 애니메이션
- 디즈니 삼총사 - 미니 공주
- 신데렐라 2 - 요정
- 코디와 생쥐 구조대 - 간호사
- 판타지아 2000 - 데이지 덕
- 폼포코 너구리 대작전 - 오타마(더빙)

### 게임
- 킹덤 하츠 시리즈 - 미니 마우스